# Minga (Singida)
Minga ist ein Verwaltungsbezirk (englisch Ward) des Distrikts Singida (MC) in der tansanischen Region Singida.

## Geografie
Minga ist ein Bezirk im nördlichen Zentralteil von Tansania, er liegt im Osten der Regionshauptstadt Singida. Die Grenze im Süden bildet die Nationalstraße T14. Bei der Volkszählung 2022 lebten 23.362 Menschen in 5937 Haushalten auf einer Fläche von 6 Quadratkilometern.
Der Bezirk grenzt an sechs Bezirke des Distrikts Singida (MC):
|          | Mitunduruni                                 |           |
| Mughanga | Kompassrose, die auf Nachbargemeinden zeigt | Unyambwa  |
| Majengo  | Misuna                                      | Mungumaji |

## Gliederung
Der Bezirk besteht aus vier Gemeinden (swahili Mtaa):
- Minga
- Arusha Road
- Itungukia
- Mnung'una

## Infrastruktur
- Bildung: Die Mughanga Secondary School ist eine staatliche weiterführende Tagesschule mit einer Ausbildung bis zur 4. Stufe.[8]
- Gesundheit: Trotz der großen Einwohnerzahl gibt es im Bezirk weder ein Gesundheitszentrum noch eine Apotheke (Stand 2016).[9]